# Andrena opacifovea
Andrena opacifovea är en biart som beskrevs av Hirashima 1952. Andrena opacifovea ingår i släktet sandbin, och familjen grävbin. Inga underarter finns listade i Catalogue of Life.